# Västra Rödskär
Västra Rödskär är en ö nära Borstö i Nagu,  Finland. Den ligger i Skärgårdshavet i Pargas stad i den ekonomiska regionen  Åboland i landskapet Egentliga Finland, i den sydvästra delen av landet. Ön ligger omkring 6 kilometer söder om Borstö, 42 kilometer söder om Nagu kyrka, 73 kilometer söder om Åbo och omkring 170 kilometer väster om Helsingfors. Närmaste allmänna förbindelse är förbindelsebryggan vid Borstö som trafikeras av M/S Nordep.
Öns area är 0,9 hektar och dess största längd är 150 meter i nord-sydlig riktning. Det finns inga samhällen i närheten.